# Suma directa
La suma directa es una operación entre estructuras en álgebra abstracta, una rama de las matemáticas. Se define de manera diferente, pero análoga, para diferentes tipos de estructuras. Para ver cómo se utiliza la suma directa en álgebra abstracta, considérese un tipo de estructura más elemental, un grupo abeliano. La suma directa de dos grupos abelianos {\displaystyle A} y {\displaystyle B} es otro grupo abeliano {\displaystyle A\oplus B} que consta de los pares ordenados {\displaystyle (a,b)}, donde {\displaystyle a\in A} y {\displaystyle b\in B}. Para sumar pares ordenados, se define la suma {\displaystyle (a,b)+(c,d)} como {\displaystyle (a+c,b+d)}. En otras palabras, la suma se define en forma de coordenadas. Por ejemplo, la suma directa {\displaystyle \mathbb {R} \oplus \mathbb {R} } (donde {\displaystyle \mathbb {R} } es el espacio coordenado real), es el sistema de las coordenadas cartesianas {\displaystyle \mathbb {R} ^{2}}. Se puede utilizar un proceso similar para formar la suma directa de dos espacios vectoriales o de dos módulos.
También se pueden formar sumas directas con cualquier número finito de sumandos, por ejemplo {\displaystyle A\oplus B\oplus C}, siempre que {\displaystyle A,B,} y {\displaystyle C} sean los mismos tipos de estructuras algebraicas (por ejemplo, que sean todos grupos abelianos o que sean todos espacios vectoriales). Esto se basa en el hecho de que la suma directa es asociativa excluyendo isomorfismos. Es decir, {\displaystyle (A\oplus B)\oplus C\cong A\oplus (B\oplus C)} para cualquier estructura algebraica {\displaystyle A}, {\displaystyle B} y {\displaystyle C} del mismo tipo. La suma directa también es conmutativa excluyendo isomorfismos, es decir, {\displaystyle A\oplus B\cong B\oplus A} para cualquier estructura algebraica {\displaystyle A} y {\displaystyle B} del mismo tipo.
La suma directa de un número finito de grupos, espacios vectoriales o módulos abelianos es canónicamente isomorfa al producto directo correspondiente. Sin embargo, esto es falso para algunos objetos algebraicos, como los grupos no abelianos.
En el caso de que se combinen infinitos objetos, la suma directa y el producto directo no son isomorfos, ni siquiera para grupos abelianos, espacios vectoriales o módulos. Como ejemplo, considérese la suma directa y el producto directo de infinitas (pero numerables) copias de los números enteros. Un elemento en el producto directo es una secuencia infinita, como (1,2,3,...) pero en la suma directa, existe el requisito de que todas las coordenadas, excepto un número finito, sean cero, por lo que la secuencia (1,2 ,3,...) sería un elemento del producto directo pero no de la suma directa, mientras que (1,2,0,0,0,...) sería un elemento de ambos. A menudo, si se usa un signo +, todas las coordenadas excepto un número finito deben ser cero, mientras que si se usa alguna forma de multiplicación, todas las coordenadas menos un número finito deben ser 1. En un lenguaje más técnico, si los sumandos son {\displaystyle (A_{i})_{i\in I}}, la suma directa :{\displaystyle \bigoplus _{i\in I}A_{i}} se define como el conjunto de tuplas {\displaystyle (a_{i})_{i\in I}} con {\displaystyle a_{i}\in A_{i}} tales que {\displaystyle a_{i}=0} para todas menos un número finito de i. La suma directa {\textstyle \bigoplus _{i\in I}A_{i}} está contenida en el producto directo {\textstyle \prod _{i\in I}A_{i}}, pero es estrictamente menor cuando el conjunto índice {\displaystyle I} es infinito, porque un elemento del producto directo puede tener infinitas coordenadas distintas de cero.

## Ejemplos
El plano xy, un espacio vectorial bidimensional, puede considerarse como la suma directa de dos espacios vectoriales unidimensionales, concretamente los ejes x e y. En esta suma directa, los ejes x e y se cruzan solo en el origen (el vector cero). La suma se define en forma de coordenadas, es decir, {\displaystyle (x_{1},y_{1})+(x_{2},y_{2})=(x_{1}+x_{2},y_{1}+y_{2})}, que es lo mismo que la suma de vectores.
Dadas dos estructuras {\displaystyle A} y {\displaystyle B}, su suma directa se escribe como {\displaystyle A\oplus B}. Dada una familia de conjuntos de estructuras {\displaystyle A_{i}}, indexadas con {\displaystyle i\in I}, la suma directa puede escribirse como {\textstyle A=\bigoplus _{i\in I}A_{i}}. Cada Ai se denomina mandato directo de A. Si el conjunto de índices es finito, la suma directa es lo mismo que el producto directo. En el caso de grupos, si la operación grupal se escribe como {\displaystyle +}, se usa la expresión “suma directa”, mientras que si la operación grupal se escribe como {\displaystyle *}, se usa el término “producto directo”. Cuando el conjunto de índices es infinito, la suma directa no es lo mismo que el producto directo, ya que la suma directa tiene el requisito adicional de que todas las coordenadas, excepto un número finito, deben ser cero.

### Sumas directas internas y externas
Se hace una distinción entre sumas directas internas y externas, aunque las dos son isomorfas. Si los sumandos se definen primero y luego la suma directa se define en términos de los sumandos, se tiene una suma directa externa. Por ejemplo, si se definen los números reales {\displaystyle \mathbb {R} } y luego se define {\displaystyle \mathbb {R} \oplus \mathbb {R} }, se dice que la suma directa es externa.
Si, por otro lado, primero se define alguna estructura algebraica {\displaystyle S} y luego se escribe {\displaystyle S} como una suma directa de dos subestructuras {\displaystyle V} y {\displaystyle W}, entonces se dice que la suma directa es interna. En este caso, cada elemento de {\displaystyle S} se puede expresar de forma única como una combinación algebraica de un elemento de {\displaystyle V} y un elemento de {\displaystyle W}. Como ejemplo de suma directa interna, considérese {\displaystyle \mathbb {Z} _{6}} (los enteros módulo seis), cuyos elementos son {\displaystyle \{0,1,2,3,4,5\}}. Esto se puede expresar como una suma directa interna {\displaystyle \mathbb {Z} _{6}=\{0,2,4\}\oplus \{0,3\}}.

## Tipos de suma directa

### Suma directa de grupos abelianos
La suma directa de grupos abelianos es un ejemplo prototípico de suma directa. Dados dos grupos {\displaystyle (A,\circ )} y {\displaystyle (B,\bullet ),} su suma directa {\displaystyle A\oplus B} es la misma que su producto directo. Es decir, el conjunto subyacente es el producto cartesiano {\displaystyle A\times B} y la operación de grupo {\displaystyle \,\cdot \,} se define por sus componentes:
{\displaystyle \left(a_{1},b_{1}\right)\cdot \left(a_{2},b_{2}\right)=\left(a_{1}\circ a_{2},b_{1}\bullet b_{2}\right).}
Esta definición se generaliza a sumas directas de un número finito de grupos abelianos.
Para una familia arbitraria de grupos {\displaystyle A_{i}} indexados por {\displaystyle i\in I,} su suma directa
{\displaystyle \bigoplus _{i\in I}A_{i}}
es el subgrupo del producto directo que consiste en los elementos
{\displaystyle \left(a_{i}\right)_{i\in I}\in \prod _{i\in I}A_{i}}
que tienen soporte finito, donde por definición, se dice que {\displaystyle \left(a_{i}\right)_{i\in I}} tiene soporte finito si {\displaystyle a_{i}} es el elemento identidad de {\displaystyle A_{i}} para todos menos un número finito de {\displaystyle i.}
La suma directa de una familia infinita {\displaystyle \left(A_{i}\right)_{i\in I}} de grupos no triviales es un subgrupo del grupo de productos {\textstyle \prod _{i\in I}A_{i}.}

### Suma directa de módulos
La suma directa de módulos es una construcción que combina varios módulos en un nuevo módulo.
Los ejemplos más familiares de esta construcción dan cuando se consideran espacios vectoriales, que son módulos sobre un cuerpo. La construcción también puede extenderse a espacios de Banach y a espacios de Hilbert.

### Suma directa en categorías
Una categoría aditiva es una abstracción de las propiedades de la categoría de módulos. En tal categoría, los productos finitos y coproductos concuerdan y la suma directa es cualquiera de ellos (véase biproducto).
Caso general:
En teoría de categorías, la suma directa
es a menudo, pero no siempre, el coproducto en la categoría de los objetos matemáticos en cuestión. Por ejemplo, en la categoría de grupos abelianos, la suma directa es un coproducto. Esto también es válido en la categoría de módulos.

#### Sumas directas frente a coproductos en categoría de grupos
Sin embargo, la suma directa {\displaystyle S_{3}\oplus \mathbb {Z} _{2}} (definida de manera idéntica a la suma directa de grupos abelianos) no es un coproducto de los grupos {\displaystyle S_{3}} y {\displaystyle \mathbb {Z} _{2}} en categoría de grupos. Entonces, para esta categoría, una suma directa categórica a menudo se denomina simplemente coproducto para evitar cualquier posible confusión.

### Suma directa de representaciones del grupo
La suma directa de representaciones de grupo generaliza la suma directa de módulos subyacente, añadiéndole una acción de grupo. Específicamente, dado un grupo {\displaystyle G} y dos representaciones {\displaystyle V} y {\displaystyle W} de {\displaystyle G} (o, más generalmente, dos módulos {\displaystyle G}), la suma directa de las representaciones es {\displaystyle V\oplus W} con la acción de {\displaystyle g\in G} dada por componentes, es decir,
{\displaystyle g\cdot (v,w)=(g\cdot v,g\cdot w).}
Otra forma equivalente de definir la suma directa es la siguiente:
Dadas dos representaciones {\displaystyle (V,\rho _{V})} y {\displaystyle (W,\rho _{W})}, el espacio vectorial de la suma directa es {\displaystyle V\oplus W} y el homomorfismo {\displaystyle \rho _{V\oplus W}} viene dado por {\displaystyle \alpha \circ (\rho _{V}\times \rho _{W}),} donde {\displaystyle \alpha :GL(V)\times GL(W)\to GL(V\oplus W)} es la aplicación natural obtenida mediante la acción de coordenadas como se indicó anteriormente.
Además, si {\displaystyle V,\,W} es de dimensión finita, entonces, dada una base de {\displaystyle V,\,W}, {\displaystyle \rho _{V}} y {\displaystyle \rho _{W}} tienen valores matriciales. En este caso, {\displaystyle \rho _{V\oplus W}} viene dado como
{\displaystyle g\mapsto {\begin{pmatrix}\rho _{V}(g)&0\\0&\rho _{W}(g)\end{pmatrix}}.}
Además, si se trata a {\displaystyle V} y {\displaystyle W} como módulos sobre anillo de grupo {\displaystyle kG}, donde {\displaystyle k} es el cuerpo, entonces la suma directa de las representaciones {\displaystyle V} y {\displaystyle W} es igual a su suma directa como módulos {\displaystyle kG}.

### Suma directa de anillos
Algunos autores hablan de la suma directa {\displaystyle R\oplus S} de dos anillos cuando se refieren al producto directo {\displaystyle R\times S}, pero esto debe evitarse, ya que {\displaystyle R\times S} no recibe homomorfismos de anillos naturales de {\displaystyle R} y {\displaystyle S}: en particular, la aplicación {\displaystyle R\to R\times S} que hace corresponder {\displaystyle r} a {\displaystyle (r,0)} no es un homomorfismo de anillo, ya que no puede enviar 1 a {\displaystyle (1,1)} (suponiendo que {\displaystyle 0\neq 1} en {\displaystyle S}). Por lo tanto, {\displaystyle R\times S} no es un coproducto en la categoría de anillos y no debe escribirse como una suma directa (dado que el coproducto en la categoría de anillos es el producto tensorial de anillos). En la categoría de anillos, el coproducto viene dado por una construcción similar al producto libre de grupos).
El uso de terminología y notación de suma directa es especialmente problemático cuando se trata de familias infinitas de anillos: si {\displaystyle (R_{i})_{i\in I}} es una colección infinita de anillos no triviales, entonces la suma directa de los grupos aditivos subyacentes se puede equipar con una multiplicación por términos, pero esto produce un pseudoanillo, es decir, un anillo sin identidad multiplicativa.

### Suma directa de matrices
Para cualquier par de matrices arbitrario {\displaystyle \mathbf {A} } y {\displaystyle \mathbf {B} }, la suma directa {\displaystyle \mathbf {A} \oplus \mathbf {B} } se define como matriz diagonal de bloque de {\displaystyle \mathbf {A} } y {\displaystyle \mathbf {B} } si ambas son matrices cuadradas (y a una matriz por bloques análoga, en caso contrario).
{\displaystyle \mathbf {A} \oplus \mathbf {B} ={\begin{bmatrix}\mathbf {A} &0\\0&\mathbf {B} \end{bmatrix}}.}

### Suma directa de espacios vectoriales topológicos
Se dice que un espacio vectorial topológico (EVT) {\displaystyle X,} como un Espacio de Banach, es una suma directa topológica de dos subespacios vectoriales {\displaystyle M} y {\displaystyle N} si la aplicación suma
{\displaystyle {\begin{alignedat}{4}\ \;&&M\times N&&\;\to \;&X\\[0.3ex]&&(m,n)&&\;\mapsto \;&m+n\\\end{alignedat}}}
es un isomorfismo de espacios vectoriales topológicos (lo que significa que esta aplicación lineal es un homeomorfismo biyectivo), en cuyo caso se dice que {\displaystyle M} y {\displaystyle N} son complementos topológicos en {\displaystyle X.}
Esto es cierto si y solo si cuando se consideran grupos topológicos aditivos (por lo que se ignora la multiplicación escalar), {\displaystyle X} es la suma topológica directa de los subgrupos topológicos {\displaystyle M} y {\displaystyle N.}
Si este es el caso y si {\displaystyle X} es un espacio de Hausdorff, entonces {\displaystyle M} y {\displaystyle N} son necesariamente subespacios cerrados de {\displaystyle X.}
Si {\displaystyle M} es un subespacio vectorial de un espacio vectorial real o complejo {\displaystyle X}, entonces siempre existe otro subespacio vectorial {\displaystyle N} de {\displaystyle X,} llamado complemento algebraico de {\displaystyle M} en {\displaystyle X,} tal que {\displaystyle X} es la suma directa algebraica de {\displaystyle M} y {\displaystyle N} (lo que sucede si y solo si la aplicación suma {\displaystyle M\times N\to X} es una aplicación lineal).
A diferencia de las sumas directas algebraicas, la existencia de dicho complemento ya no está garantizada para las sumas directas topológicas.
Se dice que un subespacio vectorial {\displaystyle M} de {\displaystyle X} es (topológicamente) un subespacio complementado de {\displaystyle X} si existe algún subespacio vectorial {\displaystyle N} de {\displaystyle X} tal que {\displaystyle X} sea la suma directa topológica de {\displaystyle M} y {\displaystyle N.}
Un subespacio vectorial se llama no complementado si no es un subespacio complementado. Por ejemplo, todo subespacio vectorial de un EVT de Hausdorff que no sea un subconjunto cerrado está necesariamente descomplementado.
Todo subespacio vectorial cerrado de un espacio de Hilbert está complementado.
Pero todo espacio de Banach que no sea un espacio de Hilbert necesariamente posee algún subespacio vectorial cerrado no complementado.

## Homomorfismos
La suma directa {\textstyle \bigoplus _{i\in I}A_{i}} viene equipada con un homomorfismo proyectivo {\textstyle \pi _{j}\colon \,\bigoplus _{i\in I}A_{i}\to A_{j}} para cada j en I y una coproyección {\textstyle \alpha _{j}\colon \,A_{j}\to \bigoplus _{i\in I}A_{i}} para cada j en I. Dada otra estructura algebraica {\displaystyle B} (con la misma estructura adicional) y homomorfismos {\displaystyle g_{j}\colon A_{j}\to B} para cada j en I, existe un homomorfismo único {\textstyle g\colon \,\bigoplus _{i\in I}A_{i}\to B}, llamado suma de gj, tal que {\displaystyle g\alpha _{j}=g_{j}} para todos los j. Por lo tanto, la suma directa es el coproducto en la categoría correspondiente.